# Vicques
Vicques é uma comuna francesa na região administrativa da Normandia, no departamento Calvados. Estende-se por uma área de 2,63 km². Em 2010 a comuna tinha 71 habitantes (densidade: 27 hab./km²).